# Stenocranus felti
Stenocranus felti är en insektsart som beskrevs av Van Duzee 1910. Stenocranus felti ingår i släktet Stenocranus och familjen sporrstritar. Inga underarter finns listade i Catalogue of Life.